# Bryzdzyń (gromada)
Bryzdzyń (alt. Bryzdzyn) – dawna gromada, czyli najmniejsza jednostka podziału terytorialnego Polskiej Rzeczypospolitej Ludowej w latach 1954–1972.
Gromady, z gromadzkimi radami narodowymi (GRN) jako organami władzy najniższego stopnia na wsi, funkcjonowały od reformy reorganizującej administrację wiejską przeprowadzonej jesienią 1954 do momentu ich zniesienia z dniem 1 stycznia 1973, tym samym wypierając organizację gminną w latach 1954–1972.
Gromadę Bryzdzyń z siedzibą GRN w Bryzdzyniu (obecna nazwa to Bryzdzyn) utworzono – jako jedną z 8759 gromad na obszarze Polski – w powiecie miechowskim w woj. krakowskim, na mocy uchwały nr 24/IV/54 WRN w Krakowie z dnia 6 października 1954. W skład jednostki weszły obszary dotychczasowych gromad Bryzdzyń i Wolica ze zniesionej gminy Kozłów oraz Głogowiany ze zniesionej gminy Książ Wielki, a także obszar enklawy dotychczasowej gromady Rogów, położony w granicach dotychczasowej gromady Wolica ze zniesionej gminy Kozłów w tymże powiecie. Dla gromady ustalono 15 członków gromadzkiej rady narodowej.
15 października 1956 (dzień ogłoszenia uchwały) z gromady Bryzdzyn wyłączono wieś Głogowiany bez Kolonii Wrzosy Duże o łącznej powierzchni 385,32 ha włączając ją do gromady Książ Wielki.
Gromadę zniesiono 31 grudnia 1959, a jej obszar włączono do gromad Kozłów (wsie Bryzdzyń i Wolica) i Książ Wielki (przysiółek Wrzosy).